# سیل ۱۳۷۵ شمال ایران
سیل ۱۳۷۵ شمال ایران در روز ۲۳ آبان در پی بارش باران در استان مازندران، شهرهای ساری، بابل، قائمشهر، نکا و بهشهر و طغیان رودهای تجن نکارود هراز و سیاهرود جاری شد و خساراتی را به بار آوردند.

## تعداد کشته‌ها
تعداد کشته‌های سیل ۴ الی ۵ نفر تخمین زده می‌شود.

### اسامی کشته شدگان سیل در روزنامه همشهری
1. مهدی ابراهیم‌نژاد
2. سمانه کریم نژاد
3. علی شکرزاده
4. سبزعلی ذولفقاری[۱]